# Carlos Rasch
Carlos Rasch (* 6. April 1932 in Curitiba, Brasilien; † 7. Januar 2021 in Brieselang) war ein Science-Fiction- und Kinderbuch-Autor, dessen Werke hauptsächlich in der DDR verlegt wurden.

## Leben
1938 zog Carlos Rasch mit seinen Eltern, die aus Ostpreußen und der Magdeburger Börde stammten, nach Deutschland und wuchs bis 1944 in Elbing auf. Nach 1945 lebte er zunächst in Calbe (Saale) und Köthen, bevor er 1963 in Falkensee ansässig wurde. Ab 2000 lebte er in Brieselang. Er hatte drei Kinder, fünf Enkel und einen Urenkel.
Rasch wurde zunächst Dreher, war aber schon 1951 beim Allgemeinen Deutschen Nachrichtendienst der DDR (ADN) tätig. Am 25. April 1952 wurde er zusammen mit seinem Journalisten-Kollegen Hans Becker im englischen Sektor Westberlins auf dem Weg vom Osramwerk zum S-Bahnhof Spandau von der Westberliner Polizei verhaftet. In Ostberlin wurde eine Kampagne zu ihrer Freilassung gestartet auch unter Beteiligung des Groscurth-Ausschusses. Nach einem Monat kamen sie ohne Prozess wieder auf freien Fuß.
In die Zeit als Reporter fallen seine ersten phantastischen Werke. Ab 1965 war er freischaffender Schriftsteller. Bis 1975 erschienen weitere Romane und Erzählungen. Darüber hinaus war er Autor von SF-Hörspielen und Co-Autor der 13-teiligen Weltraumserie Raumlotsen für das DDR-Fernsehen, die aber nicht gedreht wurde. Danach fiel Rasch bei den Kulturfunktionären zeitweise in Ungnade und schlug sich mit Gelegenheitsarbeiten und Veröffentlichungen unter Pseudonym durch (C. Arlo S.). Ab Mitte der 80er Jahre konnten wieder einzelne Werke von ihm erscheinen bzw. wurden neu aufgelegt. Nach 1990 war er zeitweise Lokalredakteur für das Havelland bei der Märkischen Allgemeinen Zeitung; 1997 ging er in Rente.

## Werke
Mit Der blaue Planet legte Rasch ein Buch vor, das dem Einfluss der Prä-Astronautik in der DDR-SF geschuldet war – es geht dabei um die Theorie, dass in grauer Vorzeit Außerirdische die Erde besucht und das Schicksal der Menschheit beeinflusst haben (wie bei Günther Krupkat, Wolf Weitbrecht und Rainer Fuhrmann). Teile des Romans Im Schatten der Tiefsee wurden von Rasch zehn Jahre später für Magma am Himmel wiederverwendet. Einige von Raschs Büchern erschienen in Übersetzungen in der Tschechoslowakei, in Bulgarien, Polen und Ungarn. 1971 erschien in der Bundesrepublik eine Sammlung mit fünf Kurzgeschichten unter dem Pseudonym Igor Iggensen in der Heftromanreihe Terra Astra.
2009 bis 2011 veröffentlichte Carlos Rasch die mehrbändige Publikation Raumlotsen, die nach Motiven der geplanten Fernsehserie entstand.

## Bibliografie
- Asteroidenjäger. Wissenschaftlich-phantastische Erzählung. Verlag Neues Leben, Berlin 1961. 5. Auflage 1974 als: Spannend erzählt, Band 122. (Motive wurden von der DEFA 1970 für den Film Signale – Ein Weltraumabenteuer verwendet.)
- Der blaue Planet. Phantastischer Roman. Gelbe Reihe. Das Neue Berlin, Berlin 1963. Erschien auch gekürzt als: Terra Nova, Nr. 17. Moewig, München 1968.
- Der Untergang der Astronautic. Wissenschaftlich-phantastische Erzählung. Das neue Abenteuer, Nr. 215. Verlag Neues Leben, Berlin 1963.
- Im Schatten der Tiefsee. Zukunftsroman. Gelbe Reihe. Das Neue Berlin, Berlin 1965.
- Die Umkehr der Meridian. Raumfahrterzählung aus dem Jahre 2232. Das Taschenbuch, Band 81. Deutscher Militärverlag, Berlin 1966. Erschien nochmal als: Das Taschenbuch, Band 115. Berlin 1969. Erschien auch gekürzt als: Terra Nova, Nr. 24. Moewig, München 1968.
- Mobbi Weißbauch. Der Kinderbuchverlag, Berlin 1967.
- Das unirdische Raumschiff. Wissenschaftlich-phantastische Erzählung. Das neue Abenteuer, Nr. 258. Verlag Neues Leben, Berlin 1967.
- Rekordflug im Jet-Orkan. Wissenschaftlich-phantastische Erzählung. Das neue Abenteuer, Nr. 292. Verlag Neues Leben, Berlin 1970.
- Nova Orbit. Terra Astra Nr. 8. Fünf Kurzgeschichten. Moewig, München 1971. (Als Igor Iggensen.)
- Krakentang. Wissenschaftlich-phantastische Erzählungen. Spannend erzählt, Band 91. Verlag Neues Leben, Berlin 1968. Veränderte Ausgabe als Kompass-Bücherei, Band 161, Berlin 1972.
- Magma am Himmel. Wissenschaftlich-phantastischer Roman. Spannend erzählt, Band 124. Verlag Neues Leben, Berlin 1975.
- Vikonda. Wissenschaftlich-phantastische Erzählung. Das neue Abenteuer, Nr. 477. Verlag Neues Leben, Berlin 1986.
- Der verlorene Glühstein, Kinderbuch, Verlag für Lehrmittel, Pössneck 1988, ISBN 978-3749301201. (Gemeinsam mit Dieter Müller.)
- Zurück zum Erdenball: Raumlotsen 1, Projekte-Verlag Cornelius, Halle 2009, ISBN 3-86634-805-3.
- Orbitale Balance: Raumlotsen 2, Projekte-Verlag Cornelius, Halle 2010, ISBN 978-3-86634-929-2.
- Daheim auf Erden: Raumlotsen 3, Projekte-Verlag Cornelius, Halle 2011, ISBN 978-3-86237-076-4.
- Stern von Gea: Raumlotsen 4, Projekte-Verlag Cornelius, Halle 2011, ISBN 978-3-86237-509-7.